# Dryaderces pearsoni
Dryaderces pearsoni é uma espécie de anfíbio da família Hylidae. Pode ser encontrada na Bolívia, Peru e Brasil.